# Здолбунів-Південний
Здолбýнів-Півдéнний — передатний зупинний пункт Рівненської дирекції Львівської залізниці. 
Розташований у селі Здовбиця Здолбунівського району Рівненської області на лінії Здолбунів-Південний — Здолбунів між станціями Івачкове (9 км) та Здолбунів (3 км).
Поблизу зупинного пункту Здолбунів-Південний проходить межа між Львівською та Південно-Західною залізницями.

## Історія
Лінію Козятин I — Здолбунів — Ковель будували впродовж 1871—1876 років.
Електрифіковано лінію впродовж 1964—1965 років у складі ділянки Фастів I — Шепетівка — Здолбунів — Красне — Львів.

## Пасажирське сполучення
Регіональні експреси
На зупинному пункті Здолбунів-Південний здійснюють зупинку регіональні експреси Київ — Рівне та Рівне — Шепетівка.
Приміські потяги
Від станції Здолбунів-Південний також курсують приміські потяги до станцій Здолбунів-Пасажирський, Рівне, Ковель, Могиляни, Шепетівка